# N-butil lítio

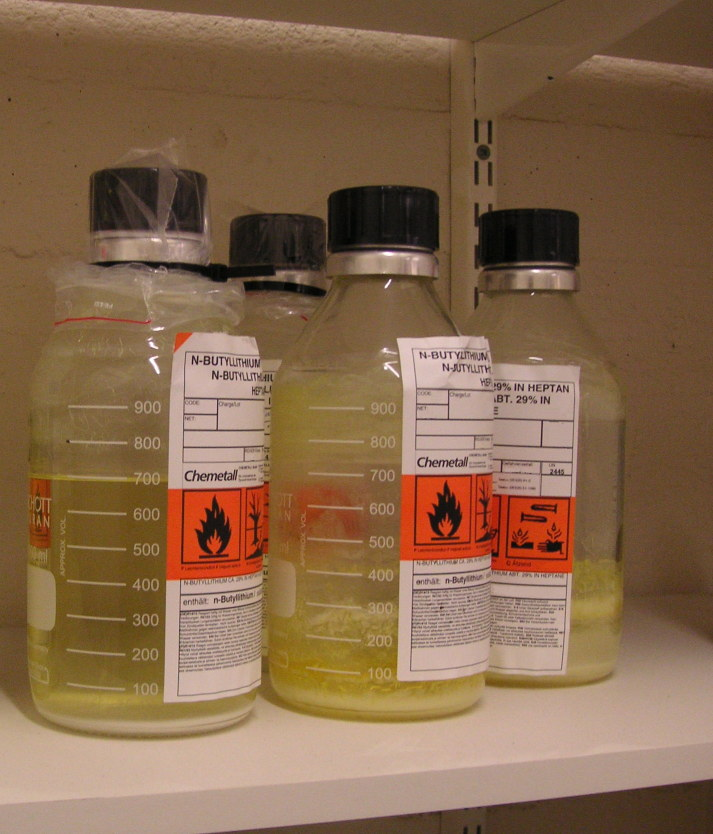
Garrafas de n-butil-lítio em heptano.

O n-butil-lítio (abreviado n-BuLi) é um reagente de organolítio. É largamente usado como iniciador de polimerização na produção de elastômeros, tais como polibutadieno ou estireno-butadieno-estireno (SBS). Também é muito empregado como base forte (superbase) em síntese orgânica, industrialmente e em laboratório.
Butil-lítio é disponibilizado comercialmente em soluções (15%, 25%, 2 M, 2.5 M, 10 M, etc.) em alcanos como pentano, hexanos e heptanos. Soluções em éter dietílico e THF podem ser preparadas, mas não são estáveis o suficiente para a armazenagem. A produção e consumo anual do butil-lítio e outros compostos de organolítio é estimada em 1800 toneladas.[carece de fontes?]
Apesar de ser um líquido incolor, n-butil-lítio é encontrado normalmente como uma solução amarelo-pálida. Tais soluções são estáveis indefinidamente se estocadas apropriadamente, mas, na prática, elas se deterioram com o passar do tempo. Um precipitado branco e fino (hidreto de lítio) se deposita e a cor muda para laranja.

## Estrutura e ligação
N-BuLi existe como um cluster no estado sólido e em solução. A tendência de agregar é comum para compostos de organolítio. Os agregados são mantidos unidos por ligações covalentes deslocadas entre o lítio e o carbono terminal da cadeia butil.  No caso do n-BuLi, os clusteres são tetraméricos (em éter) ou hexaméricos (em cicloexano). O cluster é uma estrutura distorcida de cubano com o Li e os grupos CH2R em vértices alternados. Uma descrição equivalente do tetrâmero é um tetraedro de Li4 interpenetrado com um tetraedro de [CH2R]4. Esses clusters são considerados "deficientes em elétrons" isto é, eles não possuem elétrons suficientes para todos os átomos completarem o octeto por ligações covalentes convencionais, ao contrário da maioria dos compostos orgânicos. As ligações Li–C nos clusters cubano tetraméricos são ligações quadricentradas com dois elétrons (4c-2e), nas quais uma única ligação (par de elétrons) une quatro átomos simultaneamente, no caso o carbono terminal do grupo butila e os três átomos de lítio adjacentes no cubo. Nessa ligação, um carbono e um lítio contribuem, cada um, com um elétron para a ligação, enquanto os outros dois lítios envolvidos contribuem com um orbital vazio cada, criando um orbital molecular que abrange os quatro átomos. As ligações C–H e C–C no grupo butila, por sua vez, são ligações covalentes normais. O carbono terminal ligado ao lítio forma, portanto, três ligações covalentes comuns com os dois hidrogênios e o restante da cadeia, e uma ligação 4c-2e com os três lítios vizinhos. Essas ligações quadricentradas com 2 elétrons providenciam 6 dos 8 elétrons que o Li necessita para completar o octeto de sua segunda camada de elétrons, sendo o último orbital vazio de cada lítio completado por ligação coordenada recebida dos átomos de oxigênio do éter solvente ou por uma interação agóstica C—H---Li com a cadeia lateral.
O cluster hexamérico observado em alguns outros meios solventes, apesar da estrutura diferente, também apresenta o mesmo sistema de ligações quadricentradas envolvendo o carbono ligante e três lítios vizinhos. Refletindo seu "caráter de eletrodeficiência", o n-butil-lítio é altamente reativo com bases de Lewis.
Devido à grande diferença de eletronegatividade entre carbono (2.55) e lítio (0.98), a ligação C-Li é fortemente polarizada. A separação de cargas foi estimada entre 55% e 95%. Para propósitos práticos, n-BuLi pode ser considerado na reação como um ânion butil, n-Bu−, e um cátion lítio, Li+.

## Preparação
A preparação padrão do n-BuLi é a reação de 1-bromobutano ou 1-clorobutano com Li metálico:
2 Li + C4H9X  →  C4H9Li  +  LiX
onde X = Cl, Br
O lítio para esta reação contém de 1 a 3% de sódio. Entre os solventes usados para esta preparação estão o benzeno, ciclohexano e éter dietílico. Quando o precursor é BuBr, o produto é uma solução homogênea, consistindo de um cluster misto contendo ambos LiBr e BuLi, junto com uma pequena quantidade de octano. BuLi forma um complexo fraco com LiCl, então a reação de BuCl com Li produz um precipitado de LiCl.

## Aplicações
Butil-lítio é principalmente valorizado como um iniciador para a polimerização aniônica de dienos, como o butadieno.  A reação é chamada de "carbolitiação":
C4H9Li  +  CH2=CH-CH=CH2  →  C4H9-CH2-CH=CH-CH2Li
Isopreno pode ser polimerizado estereoespecificamente dessa forma. Também de comercial importância é o uso do butil-lítio para a produção de polímeros estireno-butadieno. Mesmo o etileno se insere no BuLi.[carece de fontes?]

## Reações
O butil-lítio é uma base forte (pKa ≈ 40), mas é também um poderoso nucleófilo e redutor, dependendo dos outros reagentes. Além disso, por ser um nucleófilo forte, n-BuLi se liga a bases de Lewis apróticas, tais como éteres e aminas terciárias, que parcialmente desgregam os clusteres ao se ligar com os centros de lítio. Seu uso como base forte é referido como metalação. Reações são tipicamente conduzidas em tetraidrofurano e éter dietílico, os quais são bons solventes para os derivados de organolítio resultantes (veja abaixo).

### Metalação
Uma das propriedades químicas mais importantes do n-BuLi é a sua habilidade em desprotonar uma grande variedade de ácidos de Brønsted. t-Butil-lítio e s-butil-lítio são mais básicos. n-BuLi pode desprotonar (isto é, metalar) muitos tipos de ligações C-H, especialmente onde a base conjugada é estabilizada por delocalização de elétrons ou um ou mais heteroátomos (átomos dferentes do carbono). Exemplos incluem acetilenos (H-CC-R), sulfetos de metila (H-CH2SR), tioacetais (H-CH(SR)2, por exemplo ditiano), metilfosfinas (H-CH2PR2), furanos, tiofenos e ferroceno (Fe(H-C5H4)(C5H5)). Em adição a isso, n-BuLi também desprotona compostos mais ácidos como álcoois, aminas, carbonil compostos enolizáveis, and any overtly acidic compounds, to produce alkoxides, amides, enolates and other -ates of lithium, respectively. A estabilidade e volatilidade do butano resultante de tais reações de desprotonação é conveniente, mas pode ser um problema para reações em larga escala por causa do volume de gás inflamável produzido.
LiC4H9 + R-H →  C4H10 + R-Li
A basicidade cinética do n-BuLi á afetada pelo solvente ou cossolvente. Ligantes que complexam Li+ tais como tetraidrofurano (THF), tetrametiletilenodiamina (TMEDA), hexametilfosforamida (HMPA) e 1,4-diazabiciclo[2.2.2]octano (DABCO) polarizam a ligação Li-C e aceleram a metalação. Tais aditivos podem ainda auxiliar no isolamento do produto litiado, um famoso exemplo do qual é o dilitioferroceno.
Fe(C5H5)2  +  2 LiC4H9  +  2 TMEDA  →  2 C4H10  +  Fe(C5H4Li)2(TMEDA)2
Base de Schlosser é uma superbase produzida ao tratar butil-lítio com tert-butóxido de potássio. É cineticamente mais reativo que o butil-lítio e quase sempre usado para realizar reações de metalação mais difíceis. O ânion butóxido complexa o lítio e efetivamente produz butil-potássio, que é mais reativo que o correspondente reagente de lítio.
Um exemplo do uso de n-butil-lítio como base é a adição de uma amina ao carbonato de metila para formar um carbamato de metila, onde o n-butil-lítio serve para desprotonar a amina:
n-BuLi + R2NH + (MeO)2CO → R2N-CO2Me + LiOMe + BuH

### Adições de carbonila
Reagentes de organolítio, incluindo n-BuLi são usados na síntese de aldeídos e cetonas específicos. Um dos modos é a reação de um reagente de organolítio com amidas dissubstituídas:
R¹Li  +  R²CONMe2 →   LiNMe2 + R²C(O)R¹

### Decomposição térmica
Quando aquecido, n-BuLi, analogamente a outros reagentes de alquil-lítio com hidrogênios β, sofre eliminação de β-hidreto para produzir 1-buteno e LiH:
C4H9Li  → LiH  +  CH3CH2CH=CH2

## Segurança
Compostos de alquil-lítio são armazenados em gás inerte para prevenir perda de atividade e por razões de segurança. N-BuLi reage violentamente com a água:
C4H9Li  +  H2O  →  C4H10  +  LiOH
BuLi também reage com CO2 para formar pentanoato de lítio:
C4H9Li  +  CO2  →  C4H9CO2Li

## Leitura posterior
- FMC Lithium (em inglês)
- Dados sobre o butil-lítio (em inglês)
- Weissenbacher, Anderson, Ishikawa, Organometallics, July 1998, p681.7002, Chemicals Economics Handbook SRI International
- Plano de teste de HPV, submetido pela FMC Lithium à EPA (em inglês)
- Ovaska, T. V. e-EROS Encyclopedia of Reagents for Organic Synthesis "n-butyllithium." Wiley and sons. 2006. doi:10.1002/047084289X.rb395 (em inglês)
- Greenwood, N. N.; Earnshaw, A. Chemistry of the Elements, 2nd ed. 1997: Butterworth-Heinemann, Boston.